# Irmãs Catequistas do Sagrado Coração

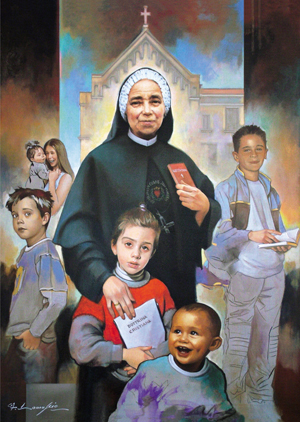
A bandeira da beatificação de madre Giulia Salzano, fundadora da congregação

As Irmãs Catequistas do Sagrado Coração (em latim Congregatio Sororum Doctrinae Christianae Institutricum a SS. Corde Iesu) são um instituto religioso feminino de direito pontifício: os membros desta congregação adiam para o seu nome as iniciais S.C.S.C.

## História
A congregação foi fundada pela Madre Giulia Salzano (1846 - 1929): já professora municipal em Casoria, em 5 de fevereiro de 1894 ela começou, com sete companheiras, a colaborar nos trabalhos paroquiais, em particular no ensino de catecismo às crianças em preparação para o primeira comunhão.
Com a permissão do arcebispo de Nápoles, cardeal Giuseppe Antonio Ermenegildo Prisco, Salzano e suas companheiras tomaram o véu em 21 de novembro de 1905: em 12 de agosto de 1920 foi erigida a congregação dos catequistas do Sagrado Coração em nível diocesano e em 18 de janeiro de 1947 foi aprovado pela Santa Sé como uma congregação de direito pontifício; obteve a aprovação final em 19 de março de 1960.
A fundadora foi beatificada pelo Papa João Paulo II em 2003 e proclamada santa pelo Papa Bento XVI em 17 de outubro de 2010.

## Atividades e divulgação
O objetivo principal das irmãs do instituto é a educação religiosa das crianças.
A comunidade religiosa das Irmãs Catequistas desenvolve-se inicialmente em Casoria, onde foi fundada a Congregação e sediada a Sede Geral; foi então a própria madre fundadora que expandiu a comunidade ao se estabelecer em 1922 em Calvizzano. Com o tempo, assim como na Itália, a congregação estabeleceu casas no Canadá, Brasil, Filipinas, Peru, Índia, Indonésia, Colômbia.
Em 31 de dezembro de 2008, a congregação tinha 202 religiosas em 31 casas.